# Alexandra (artist)
Aleksandra Jabłonka, född 3 april 1988 i Kętrzyn, mer känd som Alexandra, är en polsk sångerska. 

## Karriär
Alexandra blev först känd år 2009 för sitt deltagande i musikfestivalen Krajowy Festiwal Piosenki Polskiej w Opolu som hålls årligen i staden Opole. Efter att ha fått ett skivkontrakt med EMI påbörjade hon sin professionella musikkarriär år 2011 med debutsingeln "Popłyniemy daleko". Den tillhörande musikvideon till låten hade fler än 4,5 miljoner visningar på Youtube i januari 2013. Den 7 februari 2011 släpptes hennes debutalbum med samma titel innehållande tolv låtar. Ytterligare två låtar från albumet, "Mówisz mi, że przepraszasz" och "Nie będę Twoja", gavs ut som singlar under år 2012.

## Diskografi

### Album
- 2011 - Popłyniemy daleko

### Singlar
- 2011 - "Popłyniemy daleko"
- 2012 - "Mówisz mi, że przepraszasz"
- 2012 - "Nie będę Twoja"